# 字裏芳華
《字裏芳華》是一套2013年的傳記劇情片，由馬田·寶華斯編劇兼導演，講述法國小說家薇奧麗·賴朶絲的故事。影片於2013年多倫多國際影展的特別放映單元首映。

## 主要角色
- 艾曼紐·德芙 飾 薇奧麗·賴朶絲（英语：Violette Leduc）
- 桑德琳·齊柏琳 飾 西蒙·波娃
- 賈克·鮑那非（英语：Jacques Bonnaffé） 飾 尚·惹內
- 奧利維耶·古賀梅 飾 賈克·傑林（法语：Jacques Guérin）
- 凱薩琳·英格（英语：Catherine Hiegel） 飾 貝絲·賴朶絲
- 斯坦利·韋伯（英语：Stanley Weber） 飾 年輕石匠

## 反響
電影獲得大多數影評人的正面評價，於爛番茄上錄得84%的新鮮度，以10為滿分的平均分中獲得7.2分。網站上的一條共識評論寫道：「在艾曼紐·德芙的卓越演繹下，所呈現的薇奧麗是一位淸新且誠實看待社會道德和文學生活的人。」在Metacritic上以100為滿分的平均分中獲得72分，得到「普遍讚譽」之名。

## 榮譽
| 獎項        | 類型                 | 獲獎與提名 | 結果 |
| ----------- | -------------------- | ---------- | ---- |
| 第5屆梅格獎 | 梅格獎最佳合製外語片 |            | 提名 |

## 外部連結
- 互联网电影数据库（IMDb）上《字裏芳華》的资料（英文）
- Press kit （页面存档备份，存于） （英文）
- 開眼電影網上《盛開紫羅蘭 （页面存档备份，存于）》的資料 （繁體中文）
- Yahoo!奇摩電影上《盛開紫羅蘭》的頁面 （繁體中文）